# Charles Polk, Jr.
Charles Polk (15 de novembro de 1788 - 27 de outubro de 1857) foi um político norte-americano que foi governador do estado do Delaware, no período de 1836 a 1837, pelo Partido Federalista.